# Scyllarus umbilicatus
Scyllarus umbilicatus är en kräftdjursart som beskrevs av Lipke Bijdeley Holthuis 1977. Scyllarus umbilicatus ingår i släktet Scyllarus och familjen Scyllaridae. Inga underarter finns listade i Catalogue of Life.